# Михайловка (Житомирский район)
Михайловка (укр. Михайлівка) — село на Украине, находится в Житомирском районе Житомирской области.
Код КОАТУУ — 1822082202. Население по переписи 2001 года составляет 186 человек. Почтовый индекс — 12422. Телефонный код — 412. Занимает площадь 0,761 км².

## Адрес местного совета
12422, Житомирская область, Житомирский р-н, с.Дениши, ул.Ленина, 24